# Hans Gruijters
Johannes Petrus Adrianus Gruijters, dit Hans Gruijters, né le 30 juin 1931 à Helmond et mort le 17 avril 2005 à Lelystad, est un entrepreneur et homme politique néerlandais.

## Biographie

### Formation et vie professionnelle
Il s'inscrit en 1949 à l'université municipale d'Amsterdam (GU), où il étudie en parallèle les sciences sociales et politiques, et la psychologie. Il abandonne le premier cursus en 1951. Il est recruté en 1953 comme secrétaire général de l'entreprise textile Hatéma, à Helmond. Il obtient son doctorat en psychologie un an après.
En 1956, il devient le copropriétaire du Bamboo Bar à Amsterdam. Quittant Hatéma en 1958, il est nommé en 1960 rédacteur en chef de la rubrique « affaires étrangères » du quotidien Algemeen Handelsblad.

### Débuts en politique
Membre du Parti populaire libéral et démocrate (VVD) depuis les années 1950, il est élu au conseil municipal d'Amsterdam à l'occasion des élections municipales de 1962. Il fait le choix en 1966 de quitter le VVD pour participer à la fondation des Démocrates 66 (D'66) avec Hans van Mierlo. Il n'est pas ensuite réélu conseiller municipal.
Il renonce en 1967 au journalisme et continue son expérience dans la restauration : toujours possesseur du Bamboo Bar, il fonde le C'66 à Amsterdam en 1968.

### Ascension
Pour les élections provinciales du 18 mars 1970, il est choisi comme chef de file des D'66 en Hollande-Septentrionale. Avec neuf députés sur 79 aux États provinciaux, il place sa formation en quatrième position lors du scrutin. Il siège jusqu'en septembre 1971, lorsqu'il est nommé chef des publications scientifiques de l'éditeur Verenigde Nederlandse Uitgeversbedrijven (VNU).
Pour les élections législatives anticipées du 29 novembre 1972, il est investi à la deuxième place de la liste nationale des Démocrates 66, conduite par Hans van Mierlo. Il est alors élu représentant à la Seconde Chambre des États généraux, tandis que son parti perd la moitié de son groupe parlementaire.
Malgré cette contre-performance, les D'66 parviennent à intégrer la majorité parlementaire, une première depuis leur création. Le 11 mai 1973, Hans Gruijters est nommé à 41 ans ministre du Logement et de l'Aménagement du territoire dans le cabinet de coalition du Premier ministre travailliste Joop den Uyl. 

### Après le gouvernement
Il n'est pas réélu aux élections législatives du 25 mai 1977 et assume la gestion des affaires courantes de son ministère jusqu'au 19 décembre suivant. Il se retrouve alors sans activité.
Il devient le 1er janvier 1980 le premier bourgmestre de Lelystad, capitale récemment créée de la nouvelle province de Flevoland et plus petits des chefs-lieux provinciaux des Pays-Bas. Il exerce cette fonction pendant plus de 16 ans et prend sa retraite le 1er juillet 1996, à 65 ans. Il quitte les D66 en 2004.